# 尼古拉·米哈伊洛维奇·克罗帕切夫
尼古拉·米哈伊洛维奇·克罗帕切夫（俄语：Николай Михайлович Кропачев，1959年2月8日—），俄罗斯法学家、教育家。2008年开始担任圣彼得堡国立大学校长。

## 生平
1959年2月8日生于列宁格勒。1981年毕业于列宁格勒国立大学法学院，获法学学士学位。1981年至1984年，在列宁格勒国立大学法学院刑法学系深造，获副博士学位。之后留校任教，1993年任法学院第一副院长。1998年当选院长。2000年获全博士学位。2006年任圣彼得堡国立大学第一副校长。2008年2月任代理校长。同年5月21日当选校长。2009年12月由总统令正式任命为校长。上任后即开展公共反腐活动。
2016年加入统一俄罗斯党。2019年11月当选俄罗斯科学院社会科学学部通讯院士。

## 出版物
- 别洛夫; 克罗帕切夫 (编). . 由孙超; 宫楠翻译. 哈尔滨: 黑龙江大学出版社. 2019. ISBN 978-7-5686-0358-4.
- 瓦列里·穆辛; 尼古拉·克罗帕切夫 (编). . 由高圣平; 邹启钊; 何颖来翻译. 北京: 中国人民大学出版社. 2015. ISBN 978-7-300-21745-1.